# Abarema oxyphyllidia
Abarema oxyphyllidia là một loài rau đậu thuộc họ Fabaceae. Nó chỉ được tìm thấy ở vùng núi của Guajiquiro phía tây nam Honduras.